# 牛仔帽

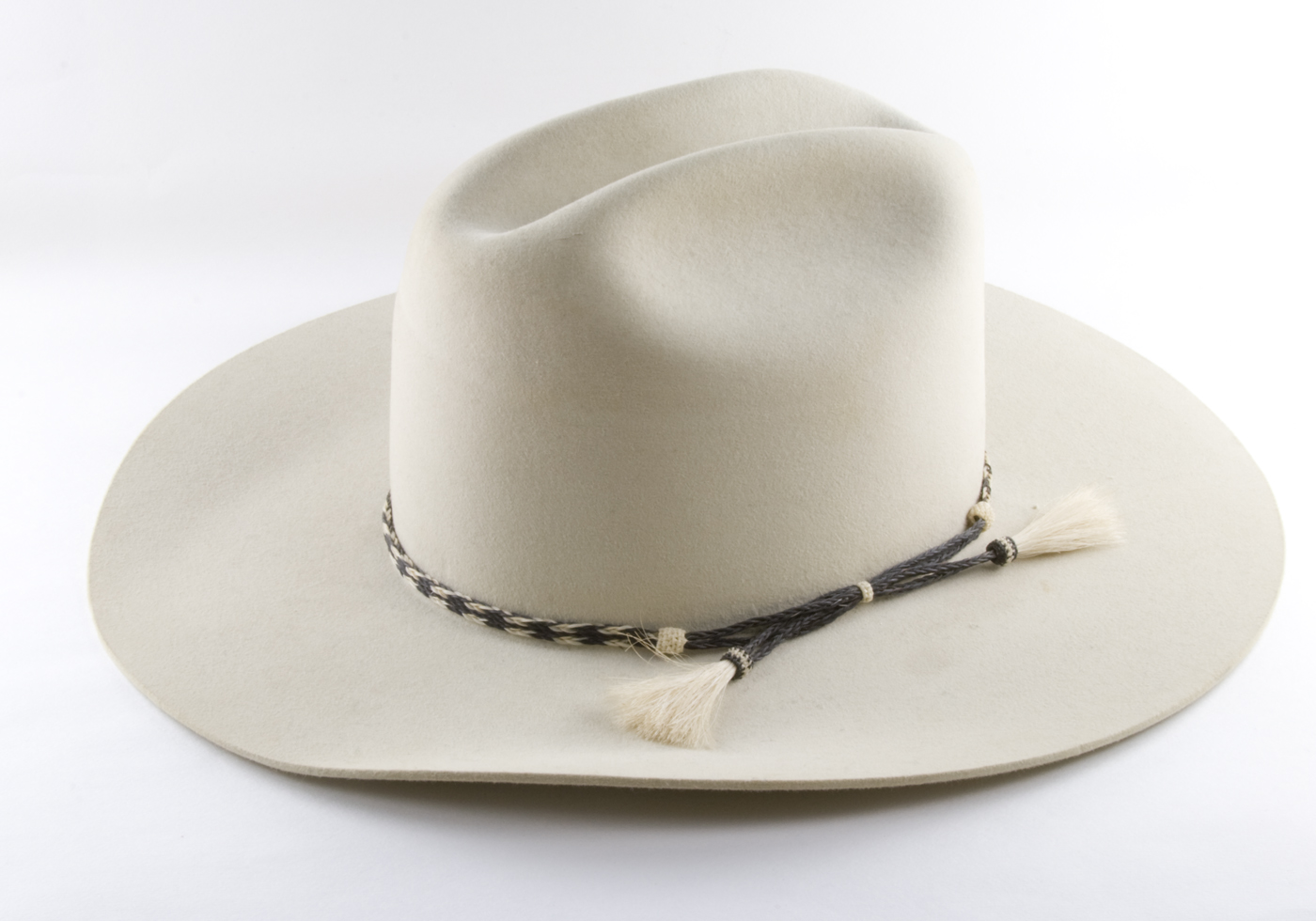
牛仔帽

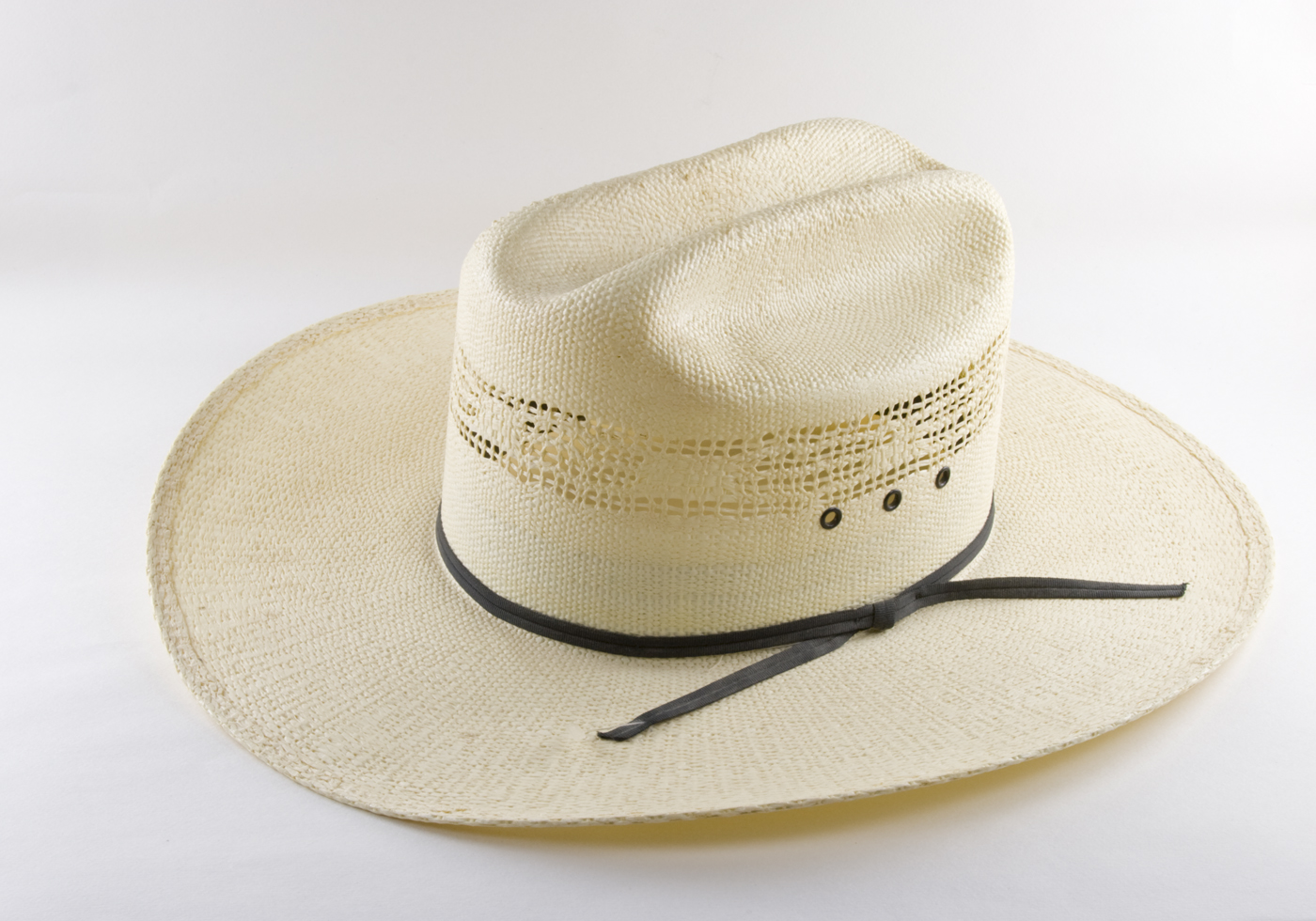
牛仔帽

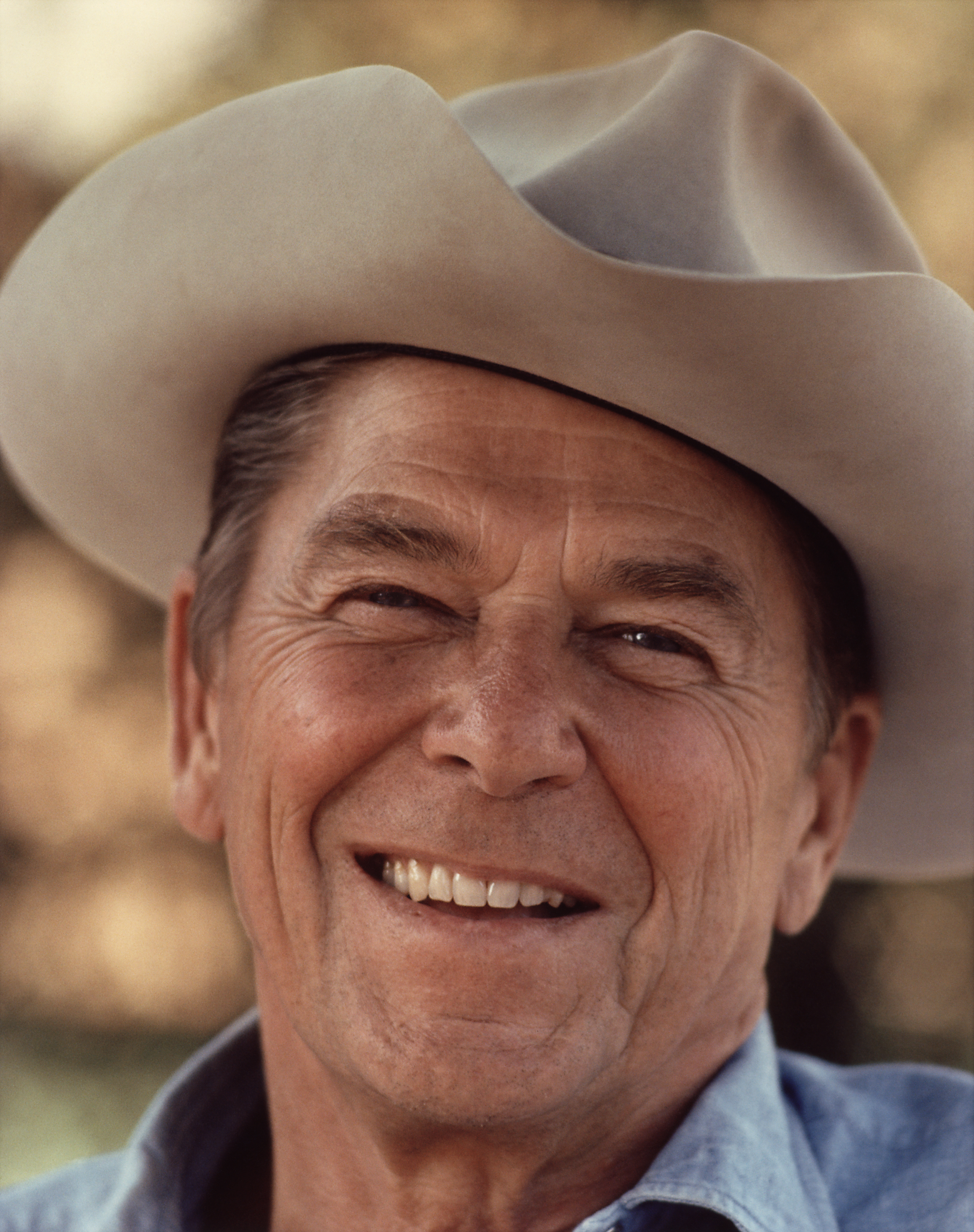
摄于1976年，戴着牛仔帽的前總統里根

牛仔帽是一种常見於北美的高顶、宽边的帽子。歷史上戴牛仔帽的人以美國舊西部的牛仔居多。現今美国西部和南部、加拿大西部和墨西哥北部的牧场工作人員、乡村音乐歌手以及北美牛仔競技運動員仍然喜歡戴牛仔帽。